# Laniše, Gorenja vas-Poljane
Laniše este o localitate din comuna Gorenja vas - Poljane, Slovenia, cu o populație de 70 de locuitori.